# Strage di Ciaculli
La strage di Ciaculli fu un attentato effettuato da Cosa Nostra in Italia nel 1963 in cui persero la vita 4 uomini dell'Arma dei Carabinieri, 2 dell'Esercito Italiano, e un sottufficiale del Corpo delle Guardie di P.S. (attuale Polizia di Stato).
Avvenne nella borgata agricola di Ciaculli a Palermo il 30 giugno 1963 con un'Alfa Romeo Giulietta imbottita di esplosivo. Le vittime furono il tenente dei carabinieri Mario Malausa, il maresciallo di P.S. Silvio Corrao, il maresciallo dei CC Calogero Vaccaro, gli appuntati Eugenio Altomare e Marino Fardelli, il maresciallo dell'esercito Pasquale Nuccio, il soldato Giorgio Ciacci. Rimasero feriti invece il brigadiere dei CC Giuseppe Muzzupappa ed il carabiniere Salvatore Gatto. L'episodio fu uno dei più sanguinosi durante gli anni sessanta che concluse la prima guerra di mafia della Sicilia del dopoguerra, che vide le uccisioni di numerosi mafiosi.

## Storia

### Eventi preliminari
Nel 1963, la guerra tra Angelo La Barbera (capo della "famiglia" di Palermo centro) e il resto della "Commissione provinciale" di Cosa nostra capeggiata da Salvatore Greco detto "Cicchiteddu" (capo della "famiglia" di Ciaculli) aveva toccato il suo apice di violenza con l'esplosione delle prime autobombe: il 12 febbraio una Fiat 1100 risultata rubata era esplosa nella proprietà di Greco a Ciaculli, ferendo la sorella, mentre il 26 aprile successivo, a Cinisi, nei pressi di Palermo, un'Alfa Romeo Giulietta esplose ed uccise il boss locale Cesare Manzella (legato ai Greco) e il suo fattore che lo accompagnava. 
Durante la notte del 30 giugno 1963, a Villabate (grosso comune alle porte di Palermo), una Giulietta imbottita di esplosivo che era stata abbandonata davanti all'autorimessa di Giovanni Di Peri (ritenuto il capomafia della zona) esplose ed uccise il custode Pietro Cannizzaro e il fornaio Giuseppe Tesauro, che si erano avvicinati all'automobile notando la fuoriuscita di fumo causata dall'accensione della miccia. 

### La strage

Un'Alfa Romeo Giulietta, modello simile a quella impiegata nella strage.

Nella tarda mattinata del 30 giugno (ore 11:30), a seguito di una telefonata giunta intorno alle ore 07:30 alla stazione dei carabinieri di Roccella (borgata a est di Palermo) avvisante della presenza sospetta di un'autovettura, una pattuglia dell'Arma dei Carabinieri, unitamente a un sottufficiale di Polizia in forza alla Squadra Mobile della Questura di Palermo, si recò sulla strada provinciale che collega le due borgate di Ciaculli e Gibilrossa, in una trazzera all'ingresso del fondo Sirena di proprietà del boss mafioso Giovanni Prestifilippo (legato alla cosca dei Greco), rinvenendo un'altra Giulietta abbandonata (risultata anch'essa rubata e con targa contraffatta) con le portiere aperte e i pneumatici bucati. Sospettando che si trattasse dell'ennesima autobomba, venne chiamata una squadra di artificieri, che giunse sul posto intorno alle ore 16:00. Questi ispezionarono l'auto e tagliarono la miccia bruciacchiata di una bombola di gas trovata sul sedile posteriore e quindi dichiararono il cessato allarme. Secondo la testimonianza di uno dei sopravvissuti, il brigadiere Giuseppe Muzzupappa, l'apertura del bagagliaio da parte del tenente Mario Malausa, comandante della tenenza di Roccella, causò l'esplosione della grande quantità di tritolo ivi contenuta, che dilaniò tutti i presenti.

## Le esequie
Le esequie di stato delle vittime della strage furono celebrate il successivo 2 luglio nella cattedrale di Palermo dal vescovo ausiliare monsignor Filippo Aglialoro, in sostituzione dell'arcivescovo di Palermo monsignor Ernesto Ruffini. Parteciparono circa un milione di persone, compreso il ministro dell'Interno Mariano Rumor e il capo della polizia Angelo Vicari. Al termine delle cerimonia, le bare di Malausa, Altomare, Fardelli e Ciacci furono condotte per le vie del centro storico fino alla Stazione Centrale, da dove partirono per tornare ai rispettivi paesi d'origine.

## Conseguenze
La notte del 2 luglio 1963 Villabate e Ciaculli vennero circondate dalla polizia: furono arrestate quaranta persone sospette e venne sequestrata un'ingente quantità di armi. Questo fu il primo di una serie di rastrellamenti come non si vedevano dai tempi del "prefetto di ferro" Cesare Mori ed infatti, nei mesi successivi, furono arrestate circa duemila persone sospette di legami con Cosa Nostra (finirono in manette boss mafiosi del calibro di Paolino Bontate, Michele Cavataio, Pietro Torretta, Luciano Liggio e tanti altri), altre 600 diffidate e 300 proposte per il soggiorno obbligato, come annunciato dall'allora ministro dell'Interno Mariano Rumor alla Camera dei deputati durante la seduta del 19 settembre 1963. Fu addirittura allertata l'Interpol per la ricerca all'estero dei latitanti mafiosi. Contemporaneamente, la prima Commissione parlamentare d'inchiesta sul fenomeno della mafia in Sicilia, presieduta dal senatore democristiano Donato Pafundi, iniziò i suoi lavori. Secondo il racconto di Tommaso Buscetta e Antonino Calderone, a causa di questa repressione, la "Commissione" di Cosa Nostra venne sciolta e molte cosche mafiose decisero di sospendere le proprie attività illecite.

## Le indagini e il processo

Michele Cavataio, principale sospettato come autore della strage.

Basandosi soprattutto su fonti confidenziali e ricostruzioni indiziarie, le indagini dell'epoca ipotizzarono un mancato attentato preparato dai mafiosi Pietro Torretta, Michele Cavataio, Tommaso Buscetta e Gerlando Alberti contro il loro rivale Salvatore Greco detto Cicchiteddu (poiché la trazzera in cui fu abbandonata l'autobomba conduceva proprio a Ciaculli) oppure contro il suo alleato Giovanni Prestifilippo (il quale abitava a soli duecento metri dal luogo dell'attentato), che non avrebbe centrato l'obiettivo perché la Giulietta imbottita di esplosivo bucò gli pneumatici a causa del fondo stradale accidentato e perciò venne abbandonata, dopo un tentativo fallito di disfarsene (come dimostrato dalla miccia bruciacchiata collegata alla bombola rinvenuta nel sedile posteriore).
Torretta e Buscetta (nel frattempo resosi latitante) furono però gli unici rinviati a giudizio per le autobombe di Villabate e Ciaculli dal giudice istruttore Cesare Terranova (ordinanza-istruttoria denominata Pietro Torretta + 120 dell'8 maggio 1965), ma nel processo che ne scaturì, celebrato per legittimo sospetto a Catanzaro contro i protagonisti della prima guerra di mafia (il famoso “processo dei 117"), entrambi vennero assolti per insufficienza di prove, anche se nello stesso processo Torretta venne condannato a 27 anni di carcere per un altro duplice omicidio mentre Buscetta (giudicato in contumacia) a dieci anni per associazione a delinquere. 
Nel 1984, Buscetta, divenuto un collaboratore di giustizia, si discolperà e dichiarerà al giudice Giovanni Falcone che Michele Cavataio era l'unico responsabile delle autobombe di Villabate e Ciaculli.

## Ipotesi
Poiché, ad oggi, rimangono ufficialmente ignoti i responsabili e il movente della strage, sono state avanzate diverse ipotesi. Inizialmente si pensò che il vero obiettivo dell'attentato fosse il tenente Mario Malausa a causa delle indagini fatte sui rapporti tra mafia e politica.. In un articolo pubblicato dal quotidiano L'Ora nell'immediatezza dei fatti, si suppose che la Giulietta deflagrata accidentalmente a Ciaculli fosse destinata invece ad esplodere come doppia autobomba contro l'autorimessa del boss Giovanni Di Peri a Villabate ma gli attentatori l'abbandonarono per strada a causa della foratura di un pneumatico, giungendo a destinazione con una sola Giulietta. Successivamente, si ipotizzò anche che la mafia potesse aver utilizzato come consulenti artificieri esperti dell’O.A.S., reduci della stagione di attentati con autobombe in Algeria durante la tentata repressione dell'insurrezione algerina nel 1962. In un'intervista, lo studioso Giuseppe Casarrubea avanzò il sospetto che nell'attentato fossero coinvolti elementi neofascisti a causa delle sue analogie con la strage di Peteano (31 maggio 1972).